# 심정구
심정구(沈晶求, 1931년 10월 14일 ~ , 인천부 출생)는 대한민국의 기업인, 정치인이다. 제12·13·14·15대 국회의원을 지냈다.

## 가계
- 조선 효종 때 영의정을 지낸 심지원(沈之源)의 10대손이다. 심지원은 효종의 부마 청평도위 심익현(靑平都尉 沈益顯)의 아버지이다.
- 심지원의 5남 심익성(沈益成)의 9대손이다. 심익성은 청평도위 심익현(靑平都尉 沈益顯)의 동생이다.
- 청송심씨대종회 고문을 역임한 심종익(沈鍾益)의 5남이다.
- 부인은 전주 이씨 이명희(李明姬)이다. 제헌국회의원과 전주이씨대종회 회장을 역임한 이유선(李裕善)의 딸이다.
- 장남은 심태식으로 박사이다.
- 장녀는 심정식으로 대학 교수이고 남편은 성형외과 원장 손문방이다.
- 차녀는 심양식으로 남편은 치과병원 원장 김경면이다.
- 3녀는 심유식으로 남편은 행정고시 출신으로 국토교통부 항공정책실장과 제8대 인천국제공항공사 사장을 역임한 구본환이다.
- 둘째 형은 (주)선광/선명그룹을 창립하고 초대회장을 지낸 심명구이다. 한국관세사회 회장과 청송심씨대종회 회장을 역임하였다.
- 셋째 형은 서울본부세관장을 지낸 심영구이다.
- 넷째 형은 한국경영학회 회장, 한국증권학회 회장, 한국재무학회 회장, 서울대학교 경영대학 학장을 지낸 심병구이다.
- 둘째 형 심명구의 장남 심장식은 (주)선광/선명그룹 사장을 지내고, 화인파트너스를 창립하여 초대 사장을 지냈으며, 한국개발금융 사장을 지냈다. 현재 (주)선광/선명그룹 회장이다.
- 둘째 형 심명구의 차남 심충식은 선광문화재단을 설립하고, 초대 이사장이 되었으며, 현재 (주)선광/선명그룹 부회장이다.

## 학력
- 인천창영초등학교 졸업
- 1950년 인천고등학교 졸업
- 1957년 서울대학교 경제학과 학사

### 비학위 수료
- 1984년 서울대학교 경영대학원 최고경영자과정 수료

## 경력
- 1957년 선광 대표이사 사장
- 1980년 민주정의당 창당준비위원
- 1981년 민주정의당 창당
- 1981년 민주정의당 경기도당 부위원장
- 1984년 민주정의당 중앙위원[1][2]
- 1985년 제12대 국회의원(초선)
- 1985년 민주정의당 재정위원장[3]
- 1988년 제13대 국회의원(재선)
- 1990년 국회 재무위원회 간사[4]
- 1992년 제14대 국회의원(3선)
- 1992년 민주자유당 인천시당 위원장[3]
- 1992년 민주자유당 당무위원[5]
- 1992년 ~ 2003년 한국관세사회 회장 5번 연임
- 1993년 한국•노르웨이 국회의원 친선협회 회장
- 1994년 국회 재무위원회 위원장[4]
- 1996년 제15대 국회의원(4선)
- 1996년 국회 예산결산특별위원회 위원장[6]
- 1996년 신한국당 당무위원[7]
- 1996년 한국•일본 국회의원 연맹회 부회장
- 1996년 한국•파나마 국회의원 친선협회 회장
- 1997년 한나라당 당무위원[8][9]
- 2000년 조세재정연구회 회장
- 선광 대표이사 부회장
- 선광 고문
- 선광문화재단 이사장
- 선광 명예회장
- 대한민국헌정회 이사
- 2021년 12월~2022년 3월: 국민의힘 인천을 살리는 선거대책위원회 선거대책위원장단 명예선거대책위원장
- 2022년 8월 ~ : 국민의힘 인천시당 상임고문
- 2024년 3월~2024년 4월: 제22대 국회의원선거 국민의힘 인천선거대책위원회 명예공동선거대책위원장

## 역대 선거 결과
|  | 40.26% |

|  | 43.55% |

|  | 36.69% |

|  | 29.11% |